# Paraliochthonius takashimai
Paraliochthonius takashimai är en spindeldjursart som först beskrevs av Kuniyasu Morikawa 1958.  Paraliochthonius takashimai ingår i släktet Paraliochthonius och familjen käkklokrypare. Inga underarter finns listade i Catalogue of Life.